# Cocktail Chic
Cocktail Chic fue un grupo francés femenino, más conocido por su participación en el Festival de la Canción de Eurovisión 1986.

## Carrera
Aunque la presencia de la agrupación fue un hecho aislado en Eurovisión, el grupo, conformado por las hermanas Dominique Poulain y Catherine Bonnevay y sus primas Francine Chanterau y Martine Latorre, se había formado a finales de 1960, originalmente bajo el nombre de Les OP'4. Ellas fueron vistas por el cantante Claude François, quién las re-nombró como Les Fléchettes. Grabaron varios sencillos abjo su propio nombre (incluyendo versiones en francés de éxitos como "Elenore" de The Turtles y "Come See About Me" de The Supremes), pero pasaron la mayor parte de los años 1970 desempeñándose como coristas, ambas en el escenario y en los estudios de grabación, tanto como para François y otros artistas. Chanterau y Latorre ya habían estado en el escenario de Eurovisión, luego de que actuaran como coristas para la canción "L'oiseau et l'enfant" de Marie Myriam por Francia en 1977, y en 1978 para cuatro países (Francia, Luxemburgo, Mónaco y Alemania), celebrado en París.
Festival de Eurovisión 1986
Seguido de la prematura muerte de François en 1978, la carrera del grupo cayó en una pausa indefinida. En 1986, se volvieron a reunir, ahora bajo el nombre de Cocktail, con el objetivo de formar parte de la final nacional francesa para elegir a su siguiente representante en el Festival de Eurovisión de ese mismo año, donde ellas interpretaron la canción "Européennes" ("Chicas europeas"). Finalmente, la canción fue elegida para ser interpretada en Bergen, Noruega. Posteriormente, la agrupación extendería su nombre a Cocktail Chic. Los críticos que habían catalogado a "Européennes" como musicalmente monótona y líricamente débil, acertaron al darse a conocer los resultados del Festival. La canción finalizó en el 17° puesto entre 20 participantes, con sólo 13 puntos obtenidos, siendo el peor resultado de Francia en esos 30 años transcurridos. Particularmente injusto fue para muchos ciudadanos franceses el hecho que otras canciones interpretadas en francés en el concurso (como Bélgica, Suiza y Luxemburgo), hayan finalizado dentro de los 3 primeros puestos.
Después de Eurovisión
Luego de su paso por Eurovisión, el grupo no volvió a hacer apariciones públicas. Sin embargo, en los últimos años, las integrantes de Les Fléchettes han demostrado interés en el mercado pop retro francés, y se han reunido para dar entrevistas en las que dan han discutido acerca de su carrera.